# Julianadorp (Willemstad)
Julianadorp – osada (buurt) w dzielnicy Groot Piscadera, miasta Willemstad, w dystrykcie Willemstad, w kraju autonomicznym Curaçao, należącym do Holandii, w Ameryce Południowej. 20 października 2023 r. liczyła 894 mieszkańców. Pod względem powierzchni jest największą osadą w dzielnicy.